# Park Jung-min
Dans ce nom coréen, le nom de famille, Park, précède le nom personnel.
Cet article concerne le chanteur. Pour l’acteur, né en mars 1987, voir Park Jung-min (acteur).
Park Jung Min (Hangeul : 박정민), né le 3 avril 1987 à Séoul, est un chanteur et danseur sud-coréen, occasionnellement acteur et mannequin. Il est un membre du boys band SS501.

## Biographie
Park Jung Min est allé à l'université de Dongguk à Séoul, avec un de ses partenaires de SS501, Kim Hyung-jun.

### Débuts
Il fait ses débuts de chanteur en entrant dans le boys band SS501, le 8 juin 2005, et a été le 2e membre à être sélectionné lors des auditions pour former le groupe.
En 2006, il a donné sa voix pour le dessin animé Festin de requin, en version coréenne. La même année, il travaille comme DJ au programme radio SS501's Youngstreet sur la radio-télédiffusion Seoul Broadcasting System (SBS), avec Kim Kyu-jong qui remplace Heo Young-saeng car celui-ci doit subir une opération du larynx.
Park a joué dans divers shows, y compris Human Theater 2010, où il interprète le rôle principal, et What a Women Wants. En 2008, il obtient également un rôle principal, celui de Danny Park, dans la comédie musicale Grease, pour lequel il a remporté le prix du « Meilleur acteur et chanteur dans une comédie musicale » aux Golden Ticket Awards.
Il est propriétaire et directeur du centre commercial en ligne Royal Avenue. Park Jung Min a ouvert plus tard sa première succursale en Chine.

### Juin 2010: Arrêt du contrat avec la DSP Entertainment et continuation en solo
En juin 2010, à cause de l'expiration du contrat du groupe avec la DSP Entertaiment, les SS501 doivent se séparer. Tous les membres ont par la suite signé des contrats avec d'autres labels, et poursuivent donc chacun une carrière en solo, mais les cinq membres promettent de tout faire pour maintenir les activités du groupe.
Il a sorti son premier mini-album solo, Not Alone, le 20 janvier 2011, et est allé à Taïwan et à Singapour pour le promouvoir. Son album à Taïwan a été distribué par la Sony Music Entertainment.
En avril 2011, il a chanté avec le groupe japonais Mihimaru GT lors du concert de charité à Yokohama, en hommage aux personnes décédées lors du séisme de 2011 de la côte Pacifique du Tōhoku (Japon).
Son deuxième mini-album, Wara Wara, The Park Jung Min, est sorti le 25 mai 2011 au Japon.

### 2012: Comeback desSS501,BeautifuletROMEO
Kim Hyun-joong, le leader, a annoncé lors d'une interview début 2012 que le groupe sera de retour avec une tournée et un nouvel album en fin d'année. En raison du départ de Kim Kyu-jong pour son service militaire, le comeback est repoussé à plus tard, aucune date fixe n'a été révélée.
Le 5 septembre 2012, il poursuit ses activités au Japon en intégrant la comédie musicale ROMEO, et sort le single Give Me Your Heart,,,,,, ainsi que deux autres, le 31 octobre 2012 Tonight's The Night,,,,,,,,,, et le 19 décembre 2012 Midnight Theatre,,,,,.
Jung Min a continué en parallèle sa carrière en Corée du Sud en sortant son nouvel album intitulé Beautiful, le 14 novembre 2012.

## Discographie

### Solos
- 2007 : Here (Kokoro, août 2007)
- 2009 : 하면은 안돼 (If You Can Not) (SS501 Solo Collection, juin 2009)
- 2011 : Not Alone
- 2012 : Beautiful

### Corée du Sud
| Année | Informations sur l’album | Liste des titres |
| ----- | --- | --- |
| 2011  | Not Alone - Sortie : 20 janvier 2011 - Label : CNR Media - Format : Mini-album - Genre : K-pop - Langage : Coréen - Nouvelle version : The Park Jung Min - Sortie : 1er avril 2011 | 1. Not Alone 2. 넌 알고 있니 (Do You Know?) 3. 내 하루는 매일매일 크리스마스 (Everyday Is Christmas) 4. Not Alone (instrumental) 5. 넌 알고 있니 (Do You Know?) (instrumental) 6. 내 하루는 매일매일 크리스마스 (Everyday Is Christmas) (instrumental) - Nouvelle version - pistes rajoutées 1. 눈물이 흐를 만큼... (Like tears are falling...) 2. 가라 가라 (Go Go) 3. Not Alone 4. 넌 알고 있니 (Do you know?) 5. 내 하루는 매일매일 크리스마스 (Everyday Is Christmas) 6. 눈물이 흐를 만큼... (Like tears are falling...) (instrumental) 7. 가라 가라 (Go Go) (instrumental) |

| Année | Informations sur l’album                                                                                           | Liste des titres                                                                                              |
| ----- | --- | --- |
| 2012  | Beautiful - Sortie : 14 novembre 2012 - Label : CNR Media - Format : Mini-album - Genre : K-pop - Langage : Coréen | 1. Beautiful 2. 있잖아요 (You Know) feat. Zuwan 3. Beautiful [version acoustique] 4. Beautiful [instrumental] |

### Japon
| Année | Informations sur l’album | Liste des titres |
| ----- | --- | --- |
| 2011  | Wara Wara, The Park Jung Min - Sortie : 25 mai 2011 - Label : CNR Media - Format : Mini-album - Genre : J-pop - Langage : Japonais | 1. 涙、流れるほど 2. Wara Wara 3. Not Alone (リマスター) 4. 君は知ってる？～届かないメッセージ～ 5. 毎日クリスマス 6. 涙、流れるほど (instrumental) 7. Wara Wara (instrumental) |

## Filmographie

### Dessin animé
- 2006 : Festin de requin (version coréenne)

### Comédie musicale
- 2008 - 2009 : Grease ; Danny Park (décembre 2008 à mars 2009)
- 2010 : Bonds Of Boys ; Park Jung Sol (comédie musicale japonaise)

### Shows TV
- OnStyle Magazine : What Women Want
- MBC : Human Theater 2010
- Superstar Mini-Drama Ep.8 : Meet

### Séries TV, dramas
| Année | Titre                                  | Rôle                        | épisodes       | Notes          |
| ----- | -------------------------------------- | --------------------------- | -------------- | -------------- |
| 2006  | Can Love Be Refilled                   |                             |                | KBS2 Sitcom    |
| 2007  | Hotelier                               | Apparition                  | épisode 7      | Avec SS501     |
| 2008  | Elephant Sitcom                        | Lui-même                    | épisode 85     |                |
| 2008  | Spotlight                              | Apparition                  |                | Avec SS501     |
| 2010  | Human Theater                          | Park Jung Min               | épisodes 1 à 6 |                |
| 2010  | Superstar : Meet                       | Détective Cha Min Seo       | épisode 8      | Mini-drama     |
| 2011  | Love Song In August (八月のラヴソング) | パク・ジョンミン (lui-même) |                | Drama japonais |
| 2012  | Fondant Garden (翻糖花園)              | Park Hee Hwan               |                | Drama chinois  |